# Karlheinz Goldmann
Karlheinz Goldmann (* 16. Oktober 1910 in Liegnitz; † 7. August 1980 in Nürnberg) war ein deutscher Bibliothekar.

## Leben
Goldmann wurde als Sohn eines Rittergutsbesitzers geboren und besuchte das Gymnasium in Liegnitz und das Gymnasium in Heiligenstadt. Er studierte Katholische Theologie, Geschichte, Philosophie, Volkskunde und Volkswirtschaft in Breslau und Berlin, legte 1932 sein Erstes theologisches Staatsexamen ab, später sein zweites. In Breslau war er 1933/34 Amtsleiter der Studentenschaft und der Hochschulgruppe des NSDStB. 1934 gründete er die katholisch-theologische Reichsfachschaft der Deutschen Studentenschaft. 1934/35 war er als Referent für katholische Fragen im Reichsamt NSDStB tätig. Von 1936 bis 1939 war er wissenschaftlicher Assistent am Historischen Seminar der Berliner Universität. Er wurde 1937 in Breslau promoviert.
1937 ging er als Volontär an die Universitätsbibliothek Berlin, 1938 an die Staatsbibliothek zu Berlin, und 1939 legte er die bibliothekarische Fachprüfung ab. Von 1940 bis 1941 war er an der Bibliothek des Instituts für soziale und gerichtliche Medizin der Berliner Universität, im Zweiten Weltkrieg betreute er 1945 die Bibliothek der Lager-Hochschule des Deutschen Hauptquartiers in Bellaria / Italien.
Nach Ende des Krieges arbeitete er als Maurer und legte 1948 seine Gesellenprüfung ab. Im selben Jahr legte er das Bibliotheks-Assessorexamen in Berlin ab. 1952 wurde Goldmann kommissarischer Leiter der Stadtbibliothek Nürnberg, 1954 dort Direktor. 1971 wurde er Oberbibliotheksdirektor. In seiner Amtszeit erhielt die Stadtbibliothek Nürnberg ein neues Gebäude. 1972 wurde Goldmann pensioniert. 1972 heiratete er Frieda Schmidt.

## Ehrungen
- 1969: Max-Dauthendey-Medaille
- 1970: Ehrenmitglied des fränkischen Schriftstellerverbandes
- 1972: Johann-Caspar-Bluntschli-Medaille in Silber

## Schriften (Auswahl)
- Die Geschichte des Schul- und Bildungswesens des Eichsfeldes: von den Anfängen bis 1648, Würzburg: Triltsch 1937 (Breslau, Univ., Diss., 1937).
- Geschichte der Stadtbibliothek Nürnberg, Nürnberg: Stadtbibliothek 1957.
- 500 Jahre Buchdruck in Nürnberg: nebst Sonderausstellung Buch u. Briefmarke. Nürnberg: Stadtbibliothek 1970 (Ausstellungskatalog der Stadtbibliothek Nürnberg; 71).
- Von Fasenacht bis Allerseelen: fränk. Brauchtum, Heroldsberg: Glock u. Lutz 1977 (Fränkischer Jahreslauf; 2).
- Nürnberger und Altdorfer Stammbücher aus vier Jahrhunderten: ein Katalog; zur Erinnerung an die Errichtung der Akademie Altdorf im Jahre 1580, Nürnberg: Selbstverlag der Stadtbibliothek 1981 (Beiträge zur Geschichte und Kultur der Stadt Nürnberg; 22), ISBN 3-87191-047-3.